# Langburkersdorf
Langburkersdorf ist ein ehemals selbständiges Dorf, das ab 1994 der neu gebildeten Gemeinde Hohwald angehörte und 2007 ein Ortsteil von Neustadt in Sachsen im Landkreis Sächsische Schweiz-Osterzgebirge wurde.

## Geographie

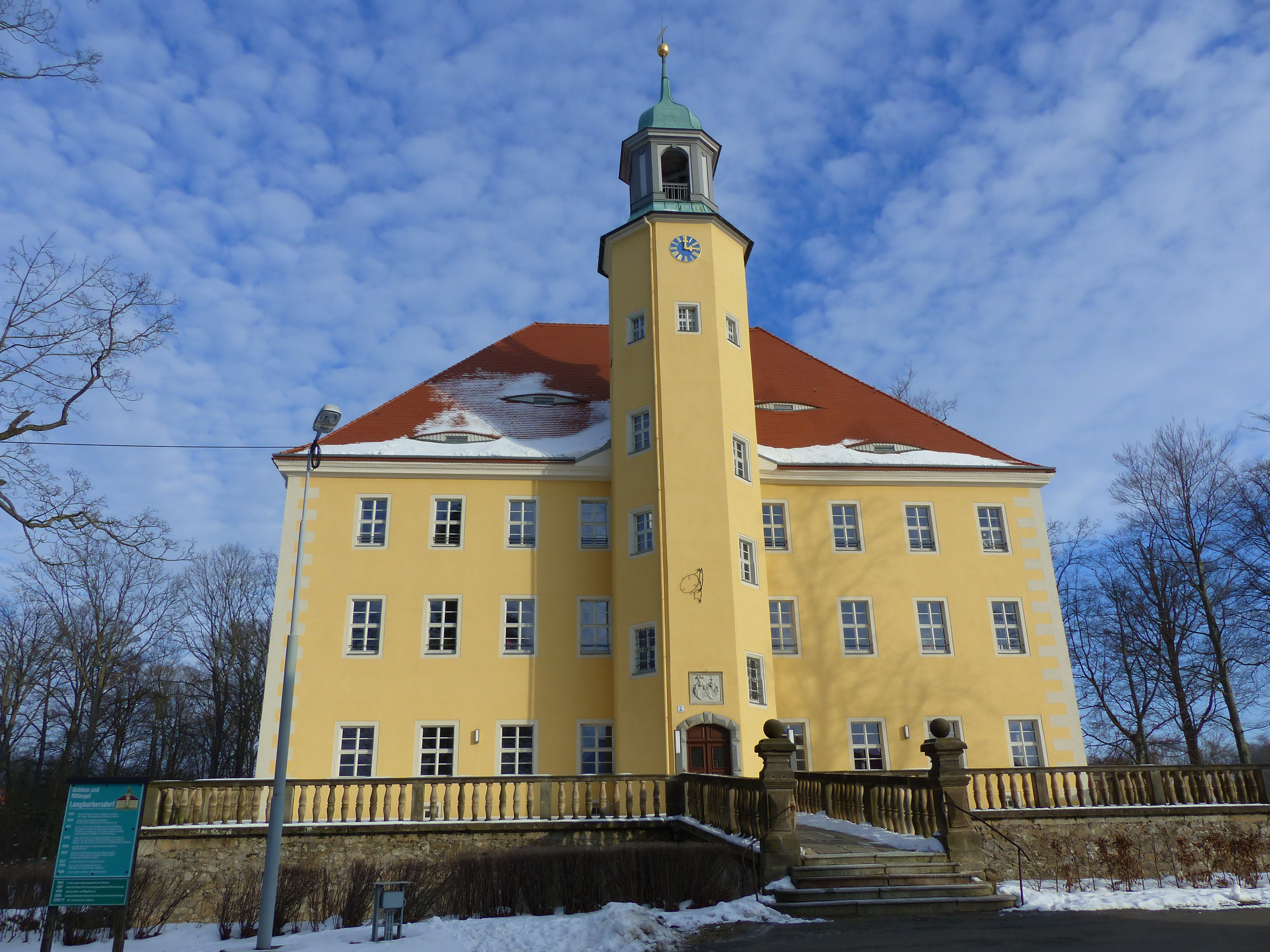
Schloss Langburkersdorf

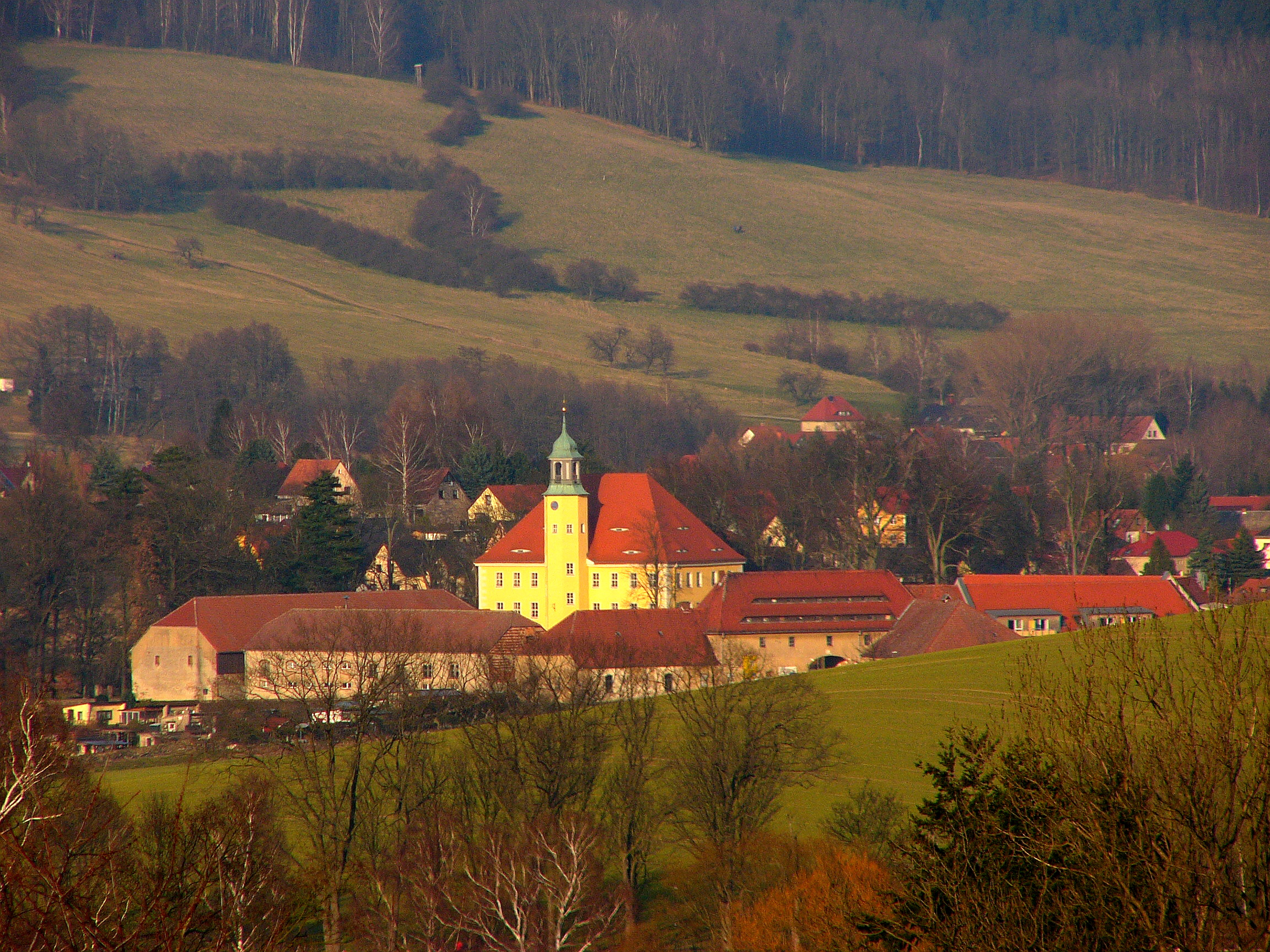
Blick auf Langburkersdorf

Das Dorf schließt sich im Osten direkt an Neustadt an. Es liegt zwischen dem Hohwald und dem nördlichen Vorland des Elbsandsteingebirges. Im Süden wird es von der Erhebung des Ungers, im Norden des Hohwaldes, im Westen von Neustadt und im Osten von der tschechischen Staatsgrenze mit dem direkt dahinter liegenden Raupenberg (tschechisch Roubený) begrenzt. Die Polenz und einige ihrer Nebenbäche fließen hindurch.
Langburkersdorf ist als Waldhufendorf angelegt. Auf einer Länge von etwa 5 km sind die Anwesen beidseitig der Dorfstraße angeordnet. Ergänzt wird diese Struktur vor allem im westlichen Teil durch Siedlungs- und Gewerbegebiete.

## Geschichte
Laut der Oberlausitzer Grenzurkunde ist die erste urkundliche Erwähnung des Ortes auf das Jahr 1413 als Burghardsdorff zurückzuführen. Mitte des 13. Jahrhunderts wurde der Ort von fränkischen Bauern besiedelt und wenige Jahre später das Rittergut mit seinem Schloss gebaut.
Bis 1945 hatte die Dorfstraße als Teil einer alten Handelsstraße zwischen Sachsen und Böhmen erhebliche Bedeutung. Die später zur Chaussee ausgebaute so genannte Kaiserstraße führte von Dresden über den sächsisch-böhmischen Grenzübergang am Raupenberg (Passhöhe 420 m n.m.) nach Rumburg und weiter bis Reichenberg. 1945 wurde der Grenzübergang geschlossen, das böhmische Zollamt und das böhmische Wirtshaus abgerissen. Nach 1990 wurde der Grenzübergang für Fußgänger und Radfahrer wieder eröffnet, ein Ausbau für den motorisierten Verkehr auf der Staatsstraße S 159 bzw. Silnice II/266 ist umstritten.
Im Jahr 1994 schloss sich Langburkersdorf mit den Gemeinden Berthelsdorf und Rückersdorf und deren Ortsteilen Niederottendorf, Oberottendorf und Rugiswalde zur Gemeinde Hohwald zusammen. Hohwald wiederum wurde als Ergebnis eines Bürgerentscheids am 1. August 2007 nach Neustadt in Sachsen eingemeindet.

### Schloss
Das am westlichen Ortseingang liegende Schloss Langburkersdorf – das Herrenhaus des Ritterguts – hat eine Geschichte mit vielen Besitzerwechseln. 1423 gab es die erstmalige Benennung des Ritterguts als Besitz des Leuthold von Luttitz, Amtshauptmann von Hohnstein. Georg von Wehse erwarb 1564 das Haus zu Burkersdorf. Er starb 1566 und vererbte das Anwesen an seinen Sohn Hans Georg von Wehse der dann bald als Bauherr auftrat. Die Grundsteinlegung für das neue Herrenhaus erfolgte 1611, danach verblieb es lange Zeit im Besitz der Familie von Wehse. Der Freiherr von Stieglitz erwarb es 1870 und nutzte es als Jagdschloss. 1906 besuchte König Friedrich August III. von Sachsen mit großem Gefolge Schloss Burkersdorf.
1925 wurde dann das gesamte Anwesen an die Landesversicherungsanstalt Sachsen verkauft. Diese richtete nach großen baulichen Veränderungen dort ein Altersheim ein. Das Rittergut versorgte die Hohwaldklinik mit landwirtschaftlichen Produkten. Während der 1930er und 1940er Jahre war es ein Erholungsheim. Zwischen 1947 und 1966 wurde das Schloss zur Abwicklung von Nachkuren der Tuberkulosekranken Patienten der Hohwaldklinik genutzt.

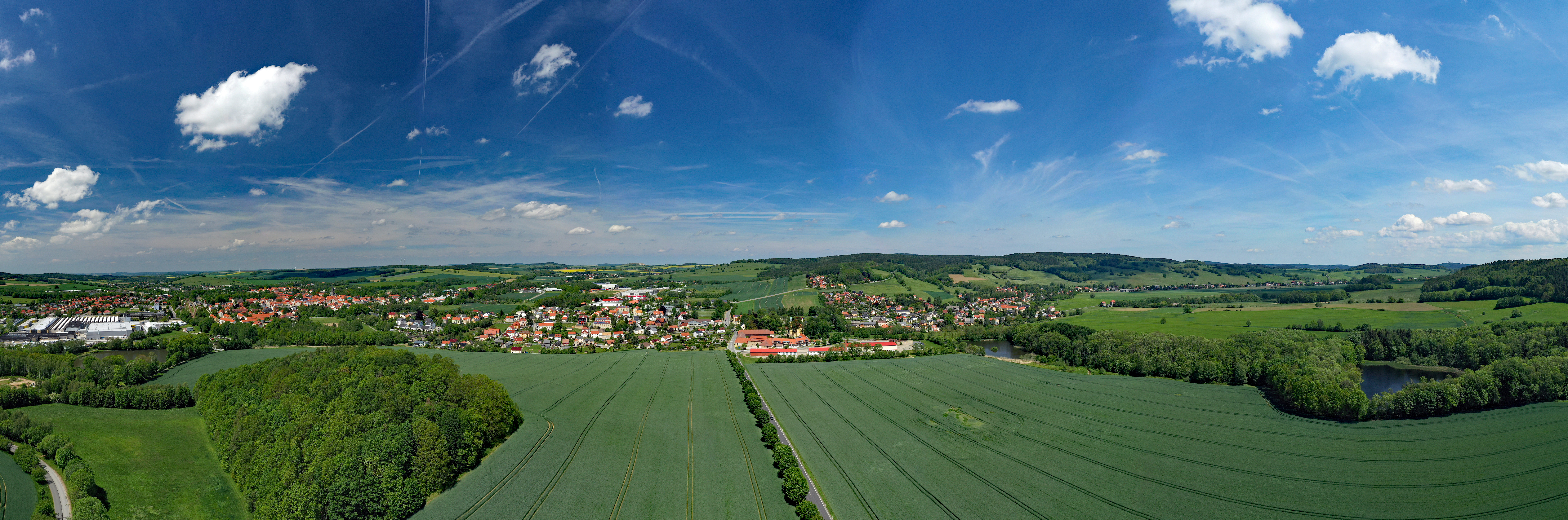
Luftbildpanorama

1966 wurde der Rat des Kreises Eigentümer. 1981 begann eine Renovierung des Schlosses. Die Außenfassade wurde 1991 erneuert. 1992 ging das Anwesen erneut auf die Landesversicherungsanstalt Sachsen über, 1997 wurde es jedoch an die Schloss-Park-Entwicklungsgesellschaft mbH verkauft. 2000 erwarb die Gemeinde Hohwald die Immobilie. Seit der Eingemeindung von Hohwald im Jahr 2007 gehört das Schloss der Stadt Neustadt in Sachsen.

### Ehemalige Mühlen
Wassermühlen am Langburkersdorfer Bach:
- Obermühle im Ort
- Mittelmühle im Ort
- Hofmühle in der Nähe vom Schloss

## Persönlichkeiten
- Siegfried Röhlig (1928–2000), Politiker (SPD), Bundestagsabgeordneter